# Whiston (Yorkshire du Sud)
Pour les articles homonymes, voir Whiston.
Whiston est un village et une paroisse civile du Yorkshire du Sud, en Angleterre.